# آيت قسو (آيت إيشو)
آيت قسو هي إحدى مشيخات المملكة المغربية، تتبع جغرافيا لإقليم الخميسات وإداريًا لآيت إيشو. يقدر عدد سكانها بـ 10594 نسمة حسب الإحصاء الرسمي للسكان والسكنى لسنة 2004.